# Kim Song-nam
Kim Song-nam (koreanisch 김성남; * 17. Dezember 1992 in Pjöngjang) ist ein nordkoreanischer Tischtennisspieler. Er nahm an den Olympischen Spielen 2012 teil, wo er in der ersten Runde gegen Lin Ju ausschied. Im Mannschaftswettbewerb bestritt er mit Jang Song-man ein Doppel gegen Ryu Seung-min und Oh Sang-eun, welches mit 1:3 verloren ging. 
2011 erreichte er bei der Asienmeisterschaft mit dem Team das Viertelfinale.                                                               

## Turnierergebnisse
| Verband | Veranstaltung      | Jahr | Ort       | Land | Einzel     | Doppel        | Mixed | Team           | U-21      |
| ------- | ------------------ | ---- | --------- | ---- | ---------- | ------------- | ----- | -------------- | --------- |
| PRK     | Asienmeisterschaft | 2011 | Macau     | MAC  | letzte 64  |               |       | Viertelfinale  |           |
| PRK     | Olympische Spiele  | 2012 | London    | ENG  | letzte 128 |               |       | 9. – 16. Platz |           |
| PRK     | Pro Tour           | 2009 | Suzhou    | CHN  | letzte 32  | Viertelfinale |       |                | letzte 16 |
| PRK     | Pro Tour           | 2008 | Changchun | CHN  | Qual.      |               |       |                |           |
| PRK     | Pro Tour           | 2006 | Guangzhou | CHN  | letzte 64  | letzte 32     |       |                | letzte 16 |
| PRK     | Weltmeisterschaft  | 2012 | Dortmund  | GER  |            |               |       | 13             |           |